# Frígia (província romana)
Província da Frígia foram duas províncias romanas na região da Frígia, na Anatólia, criadas durante as reformas de Diocleciano no final do século III. A região estava sob o controle do Império Romano desde 133 a.C., mas até então não havia sido incorporada na forma de província. A porção nordeste era parte da Galácia e a ocidental, da Ásia.

## Reforma de Diocleciano
O imperador romano Diocleciano dividiu o governo da região da Frígia em duas províncias a partir do final do século III: a Frígia Salutar (Phrygia Salutaris), também chamada de Frígia I e com capital em Sínada, a leste e a Frígia Pacaciana (Phrygia Pacatiana), chamada também de Frígia II e com capital em Laodiceia no Lico, na porção ocidental. Ambas passaram para a jurisdição da recém-criada Diocese da Ásia, que era parte da Prefeitura pretoriana do Oriente.
Elas sobreviveram até o final do século VII, quando foram substituídas pelos novos temas, sendo a Frígia parte do Tema Anatólico.
A região foi conquistada pelos turcos seljúcidas depois da desastrosa derrota na Batalha de Manzicerta (1071), mas os bizantinos só foram definitivamente expulsos da região no século XIII. Apesar disso, o nome de "Frígia" só deixou de ser utilizado depois da queda de Constantinopla em 1453.

## Sés episcopais
As sés episcopais da província e que aparecem no Annuario Pontificio como sés titulares são:
- Frígia Pacaciana:
  - Acmônia
  - Ezani (ruínas em Çavdarhisar)
  - Alia (İslamköy, Kahta)
  - Appia (Abya)
  - Aristium (perto de Gnöe e Karacaören)
  - Attanasus (Aydan)
  - Attuda
  - Ancyra Ferrea
  - Bria (ruínas perto de Burgas)
  - Cadi (Getix)
  - Ceretapa (Karyadibi)
  - Cidyessus
  - Colossas
  - Dioclea (Doğlat, İscehisar)
  - Dionisiópolis (Ortaköy)
  - Eluza (Acemlar)
  - Eumênia (Çivril)
  - Hierápolis na Frígia
  - Ipsus (Ipselihisar Çay?)
  - Laodiceia no Lico
  - Lunda (Isabey)
  - Mossyna
  - Phoba (na planície de Çalova)
- Frígia Salutar:
  - Amadassa
  - Amório
  - Augustópolis na Frígia
  - Aurocla
  - Bruzo (Karasandıklı, Sandıklı)
  - Cinnaborium (Geneli?)
  - Claneus (Bayat, Çorum)
  - Cone (Büyükcorca)
  - Cotieu
  - Dafnúcio
  - Docimium
  - Dorileia
  - Eucárpia
  - Filomélio
  - Lycaonia (Isakli?)
  - Phytea
  - Hierópolis
  - Lísias
  - Merus (entre Gerriz e Doganarslan)
  - Midaëum (Karaöyük)
  - Nacoleia